# Curiscada (La Coruña)
Curiscada (en gallego y oficialmente, A Curiscada) es una aldea española situada en la parroquia de Burres, del municipio de Arzúa, en la provincia de La Coruña, Galicia.

## Demografía
| Gráfica de evolución demográfica de Curiscada entre 2000 y 2018 |
|                                                                 |
| Datos según el nomenclátor publicado por el INE.                |